# Marcin Krzyżanowski (samorządowiec)
Marcin Rafał Krzyżanowski (ur. 16 lipca 1979 we Wrocławiu) – polski samorządowiec i urzędnik, w latach 2018–2024 wicemarszałek województwa dolnośląskiego.

## Życiorys
Syn Ryszarda i Krystyny. Ukończył IX Liceum Ogólnokształcące im. Juliusza Słowackiego we Wrocławiu oraz studia ze stosunków międzynarodowych na Wydziale Nauk Społecznych Uniwersytetu Wrocławskiego. Pracował w administracji publicznej i w sektorze prywatnym, zajmując się przygotowywaniem i rozliczaniem programów z dofinansowaniem unijnym (dotyczących m.in. edukacji, aktywizacji zawodowej i narzędzi dla inwestorów giełdowych). W 2012 z rekomendacji organizacji pozarządowych wybrano go do Wrocławskiej Rady Działalności Pożytku Publicznego, objął w niej funkcję sekretarza. Został także członkiem Wojewódzkiej Rady Dialogu Społecznego. Do 2018 zatrudniony w organizacji pozarządowej zajmującej się pośrednictwem pracy i aktywizacją zawodową.
W 2006 związał się z Prawem i Sprawiedliwością, przez dwie kadencje był asystentem jej klubu radnych we Wrocławiu. W latach 2012–2014 pozostawał członkiem zarządu okręgowego PiS. W 2006 i 2010 bezskutecznie ubiegał się o mandat radnego miejskiego Wrocławia; po raz pierwszy zdobył go w wyborach w 2014. W 2018 został wybrany w skład sejmiku dolnośląskiego VI kadencji. 19 listopada 2018 powołany na stanowisko wicemarszałka województwa. W 2019 kandydował do Senatu, przegrywając z Alicją Chybicką. W 2024 uzyskał reelekcję do sejmiku, w maju tegoż roku zakończył pełnienie funkcji wicemarszałka.

## Życie prywatne
Żonaty, ma syna Ignacego.